# Beilschmiedia wilczekii
Espèce
Beilschmiedia wilczekii  est une espèce de plantes à fleurs de la famille des Lauraceae et du genre Beilschmiedia selon la classification phylogénétique.

## Étymologie
Le nom générique rend hommage au botaniste allemand Carl Traugott Beilschmied, l'épithète spécifique wilczekii au botaniste polonais Rudolf Wilczek, spécialiste de la flore d'Afrique centrale.

## Découverte et description
Beilschmiedia wilczekii  est une plante endémique du Cameroun.